# Amor rende sagace
Amor rende sagace è un dramma giocoso in un atto del compositore Domenico Cimarosa su libretto di Giovanni Bertati.
Fu rappresentata per la prima volta il 1º aprile 1793 al Burgtheater di Vienna.

## Trama
L'azione si svolge a Roma. In punto di morte un ricco mercante lascia una cospicua eredità alla figlia Bellina, però con la condizione di sposare Ambrogio, un suo amico bergamasco al quale egli deve la propria fortuna. Ciò sbigottisce la giovane, la sua amica Cecilia e il suo giovane e squattrinato innamorato Riccardo. Il testamento è così esplicito che non permette scappatoie, come fa rilevare il notaio Graziano. Ciò comunque non scoraggia certamente Bellina, la quale, dopo un piccolo litigio con Riccardo (è disposto a lasciarla pur di non privarle della fortuna che le spetta), decide di fingersi pazza al fine di far desistere l'anziano pretendente impostole dal padre nello sposarla. Giunto Ambrogio, nonostante sia in un primo momento sconcertato dal comportamento anomalo della promessa sposa, decide di non rinunciare e rifiuta la proposta di Bellina di prender per moglie una giovane (Cecilia) altrettanto bella, buona e ben dotata. Ciò provoca la disperazione dei due amanti e quindi Bellina gioca la sua ultima carta: si finge disposta al matrimonio, colmando Ambrogio di espressioni affettuose, poi improvvisamente, facendo credere di essere sempre pazza, lo scambia per vari animali (scimmia, orso, pantera). Ambrogio a questo punto è dunque ancor più perplesso; gli amici di Bellina riescono a fargli firmare una finta dichiarazione di rinuncia nei confronti di lei. Ambrogio, pur con qualche riluttanza, rassicurato dalla finzione, accetta e firma. Bellina immediatamente torna in sé e impugna la dichiarazione come valida. Inutili sono le proteste del raggirato Ambrogio come vana è la sua decisione di ricorrere alla giustizia, poiché è tacitato dalla minaccia di essere fatto passare per matto. Sfuma inoltre l'alternativa della giovane propostagli da Cecilia. Alla fine sarà tranquillizzato dalla proposta della cessione del venti per cento dell'eredità. Nella gioia generale, Bellina e Riccardo possono finalmente sposarsi.

## Rappresentazioni in tempi moderni e registrazioni
La prima in tempi moderni di quest'opera, la cui revisione critica sulle fonti e la relativa trascrizione è stata curata da Giuliano Tonini (riduzione per pianoforte e canto di Francesco Brazzo) e pubblicata da Ricordi - Milano, è andata in scena il 25 e il 27 luglio 1991 nel Teatro Haus der Kultur di Bolzano. Interpreti Enzo Dara, Gemma Bertagnolli, Maurizio Dalena, Mattia Nicolini, Cristina Mantese, Daniela Bruera; orchestra dei giovani del Conservatorio "Claudio Monteverdi" di Bolzano, direttore Fabio Neri; regia Enzo Dara; scene e costumi Roberto Banci. La registrazione effettuata dal vivo nel corso delle due recite bolzanine, è stata pubblicata in un doppio CD da Bongiovanni - Bologna, GB 2126/27-2. L'opera è stata rappresentata successivamente anche sulle scene del Teatro Municipale Valli di Reggio Emilia (15, 17 gennaio 1993) e su quelle del Teatro Comunale di Bologna, nell'ambito della stagione d'opera 1992-1993, il 22, 23, 27, 28, 30, 31 gennaio e il 2, 3 febbraio 1993. Interpreti: Chiara Taigi/Gemma Bertagnolli, Luigi Petroni/Gregory Bonfatti, Enzo Dara, Cinzia Forte/Valentina Valente, Roberto De Candia/Mauro Utzeri, Carla Di Censo/Patrizia Biccirè, Renato Geremicca (mimo); direttore Paolo Carignani, regia Enzo Dara, scene Emanuele Luzzati, costumi Santuzza Calì.